# Marri
Marri é uma frazione do comune de San Benedetto Ullano, província de Cosenza, Itália.